# Manfred Dennert
Manfred Dennert (* 1. Juli 1939 in Berlin-Prenzlauer Berg) ist ein Schulmathematiker. Bis zu seinem Austritt 1996 war er Politiker der SPD und von 1990 bis 1995 Bezirksbürgermeister von Berlin-Prenzlauer Berg.

## Leben
Manfred Dennert wuchs nach eigener Aussage in einem sozialdemokratischen Elternhaus auf: Sein Vater wurde nach 1945 Mitglied der SPD und blieb in der Ost-Berliner SPD auch nach der Zwangsvereinigung 1946. Dennert nahm 1959 ein Studium der Aerodynamik an der Technischen Universität in (West-)Berlin auf und trat zu dieser Zeit der SPD in Ost-Berlin bei, die aufgrund des Viermächte-Status der Stadt bis 1961 weiterhin existieren durfte. Von 1963 bis 1967 studierte er Mathematik/Physik für das Lehramt, unterrichtete an der Berufsschule Prenzlauer Berg und promovierte 1975 an der Humboldt-Universität zu Berlin. Er arbeitete mit Brigitte Frank in der Methodik des Mathematikunterrichts, speziell zum Geometrieunterricht.
Im Herbst 1989 wurde er Mitglied einer Basisgruppe der neu entstehenden SDP und gründete später die Basisgruppe 8 am Arnimplatz, deren Vorsitz er bis zur Wahl zum Bezirksbürgermeister innehatte.
Er wurde am 7. Mai von der Bezirksverordnetenversammlung als Bezirksbürgermeister des Prenzlauer Berg gewählt und nach der Wahl am 24. Mai 1992 im Amt bestätigt. Bei der Berliner Wahl 1995 verlor die SPD 6,6 % auf 26,2 % und lag das erste Mal nach 1990 hinter der PDS (34,7 %, +11,3 %). Die SPD stellte in der Bezirksverordnetenversammlung daraufhin nicht mehr Dennert als Bürgermeisterkandidaten auf, sondern Reinhard Kraetzer. Dieser wurde erst am 7. Februar 1996 gewählt. Dennert trat danach aus der SPD aus und verließ die SPD-Fraktion. Mit der Wahl am 10. Oktober 1999 schied er aus der Bezirksverordnetenversammlung aus.
Manfred Dennert ist verheiratet und hat eine Tochter.

## Schriften (Mitarbeit)
- Untersuchung einiger mathematischer Fragen zur weiteren Ausgestaltung des Geometrieunterrichts in den unteren Klassen der allgemeinbildenden polytechnischen Oberschule, Diss. Berlin 1975
- Vorschläge zur Neugestaltung des Stoffgebietes „2. Ähnlichkeit“ im Mathematikunterricht der Klasse 8.1. Berlin: Sekt. Mathematik der Humboldt-Universität, 1981.
- mit Lorenz, G. (1982): Zu einigen Fragen der Terminologie und Symbolik im Geometrieunterricht unsere Schule. In: Mathematik in der Schule 20 (7/8), S. 606–622.
- mit Lorenz, G. (1984): Zur Behandlung von Kongruenz und Ähnlichkeit im Schulunterricht. In: Humboldt-Univ. Berlin (Hg.): Preprint Nr. 72. Neue Folge. Zu Fragen der Weiterentwicklung des Geometrieunterrichts der zehnklassigen allgemeinbildenden Oberschule der DDR. Egsdorf, 17./18. Oktober 1983. Berlin, S. 89–112.
- (1987): Zur Verwendung geometrischer Transformationen beim Lösen von Konstruktionsaufgaben im Mathematikunterricht der allgemeinbildenden Schule. In: Wiss. Zeitschrift HUB, Mathematisch-Naturwissenschaftliche Reihe 36 (9), 1987, S. 733–738.
- Mathematik: Lehrbuch für Klasse 5. Lehrbuch 5. Berlin: Verlag Volk und Wissen, 1991.
- Mathematik: Lehrbuch für Klasse 6. Lehrbuch 6. Berlin: Verlag Volk und Wissen, 1991.